# Compagnie de l'île de la Providence
La Compagnie de l'île de la Providence (en anglais Providence Island Company) est une société par action qui fut créée en 1630 par des aristocrates puritains anglais pour gérer la colonie qui s'était développée depuis les années 1620 dans les îles Santa Catalina et de la Providence, au large du Nicaragua, à l'époque de l'expansion des minorités religieuses protestantes, persécutées en Angleterre et connues sous le nom de puritains.

## Histoire
La compagnie est fondée en 1629 par des aristocrates anglais puritains, opposés à Charles Ier qui profite du temps qui leur ait donné par la dissolution du Parlement pour investir dans plusieurs projets coloniaux ayant pour but de défendre la foi calviniste en luttant contre l'Espagne. On compte parmi ses membres, Robert Rich, Thomas Barrington, William Fiennes, Robert Greville, John Pym, Henry Rich, Robert Rich, John Robartes, Oliver St John. Ils décident de financer la colonisation de l'île de la Providence découverte en 1629 par Daniel Elfrith qui prend la tête de la première expédition de peuplement de l'île. En plus de l'objectif d'exploitation commerciale par la culture, le projet est aussi de construire une société entièrement dirigée selon les principes du puritanisme. Dans ce but, les actionnaires décident que la terre ne sera jamais donnée en propriété en colons, mais qu'ils n'en seront que les exploitants selon un système de partage des bénéfices.
Cependant les premières années sont peu rentables d'un point de vue économique, par l'absence d'une culture qui permettent le développement. De plus, les tensions religieuses entre les différents groupes et la cohabitation difficile entre les colons puritains et les soldats et spécialistes ayant déjà vécu dans la Caraïbe sont difficiles.
À partir de 1636, la compagnie envoie Robert Hunt puis Nathaniel Butler, comme gouverneur de la colonie. Ils réorientent l'activité vers la guerre de course, profitant que le Traité de Madrid de 1630 (es) entre l'Angleterre et l'Espagne ne s'applique pas dans la Caraïbe. Bien que cette activité ait finalement été peu profitable, elle perturbe le commercer espagnol dans la région et le 25 mai 1641, Francisco Díaz Pimienta (es) s'empare de l'île avec 1400 hommes.
La perte de l'île de Providence et la convocation du Parlement en 1640 marquent pour beaucoup d'investisseurs de la Compagnie un retour à la vie politique dans la suite d'Oliver Cromwell. La compagnie financera encore l'expédition permettant à l'Angleterre de s'emparer de la Jamaïque en 1643, avec une flotte composée de beaucoup d'anciens de la Compagnie, comme Samuel Axe.